# Oncholaimus longicaudatus
Oncholaimus longicaudatus is een rondwormensoort uit de familie van de Oncholaimidae.